# Pair o’Dice
A Pair o' Dice 2013-ban alakult soproni hard/modern rock-együttes.

## Története
A Fördős István dobos és Bércesi Dániel gitáros által alapított zenekar a kezdeti éveikben számos városi és regionális tehetségkutatón nyert díjakat, vagy ért el helyezést. Ennek köszönhetően többször léptek színpadra olyan zenekarokkal, mint a Lord, a Beatrice, Deák Bill Gyula és a Hooligans. Megnyerték a soproni Add Elő Magad tehetségkutató versenyt 2013-ban, melynek nyomán felléphettek a VOLT Fesztiválon. Pesti és szombathelyi tehetségkutatókon második helyet értek el, majd 2015 januárjában megnyerték a soproni Soprock tehetségkutatót is, ennek köszönhetően másodszor is felléphettek a Volt fesztiválon és a Syma csarnokba is eljutottak a Hangfoglalóra.
A fiatalok szülei is zenészek, ezért döntöttek ők is a zene mellett. Fördős István édesapja a Blokád zenekarban volt basszusgitáros, Pohl Dávid édesapja a Lord zenekar énekese, Szokodi Zoltán édesapja a Blokád és a Brazil együttesekben zenélt. Stílusuk hard-rock "modern" köntösben tálalva, amellyel igyekeznek fenntartani a rockzene létjogosultságát a jelen kor fiataljai számára.

## Mérföldkövek
A zenekar első, ötszámos bemutatkozó EP-je 2015. november 9-én Képlet címmel jelent meg az Edge Records/Hammer Music gondozásában. A lemez hanganyagát a soproni MD stúdióban rögzítették. A lemezbemutató koncertre 2016. február 20-án került sor a budapesti Club 202 színpadán, a Lord vendégeként.
Első videóklipjük Mindig ugyanaz címmel 2016-ban jelent meg, amelyet a forgatáson készült werkfilmmel együtt publikáltak. A 'Mindig ugyanaz' hangsávjait Törökbálinton a SuperSize Recording-ban rögzítette a zenekar. A videót a fertőrákosi kőfejtőben és barlangszínházban forgatták. 2017-ben újabb hivatalos videóklipek is elkészültek, a Fejben dől el és a Lehetőség.
2018 március 31-én mutatták be az első nagylemezüket hivatalosan a Barba Negra Music Clubban tartott koncertjükön.A 11 számos korong az Illúzió címet kapta és a Hammer Music gondozásában, az EDGE Records adta ki. Az év elején csatlakozott a zenekarhoz Szántó Tamás (basszusgitáros) a távozó Prekker János helyére.
2018. április 30-án a sors úgy hozta, hogy Bércesi Dani és a zenekar útjai sajnálatos módon különváltak.

## Tagok
- Szokodi Zoltán – ének,
- Pohl Dávid – gitár,
- Szántó Tamás – basszusgitár (2018-)
- Fördös István – dobok

Korábbi tagok:
- Bércesi Dániel – gitár
- Prekker János – basszusgitár
- Kutyája Tomi – basszusgitár

## Diszkográfia
- Képlet EP – EDGE Records – 2015
- Illúzió LP – EDGE Records – EDGECD 271 (2018)